# Syrische Burgeroorlog

Kaart van landen rond Syrië (rood) met militaire betrokkenheid.
Syrië
Landen die de officiële regering steunen.
Landen die de rebellen steunen.
Landen die groepen hebben die ofwel de Syrische overheid of de Syrische rebellen steunen.

De Syrische Burgeroorlog (Arabisch: الحرب الأهلية السورية, Al-ḥarb al-ʼahliyyah as-sūriyyah), eerder bekend als de Opstand in Syrië, begon in 2011 als een gewapende opstand en protesten van diverse groepen en fracties onder de bevolking van Syrië. Zowel de democratische oppositie en achtergestelde verarmde provinciale soennieten als politieke islamisten, salafisten en andere radicaal-soennitische strijders kwamen in opstand. De regering van de Syrische president Bashar al-Assad zette hard in om de gewapende opstanden neer te slaan.
Tijdens de hieruit voortvloeiende oorlog hebben de Syrische Koerden van de PYD en hun gewapende tak YPG, die de belangrijkste groep in de SDF vormen, kans gezien om een autonoom gebied te realiseren, Rojava.
In juni 2014 deed zich in de oorlog een verandering voor: het werd tevens een onderdeel van het streven van de militanten van de Islamitische Staat (in Irak en de Levant) (IS) naar een eigen kalifaat.
De term "burgeroorlog" is discutabel, omdat alle aangrenzende landen én alle grootmachten partij in de oorlog zijn. De Verenigde Staten heeft militairen in Noord-Syrië, net als Turkije, beide zonder mandaat van de Syrische regering of de VN en daarmee in schending van het internationaal recht. Iran en Rusland zijn deelnemers sinds 2015, op verzoek van de Syrische regering. Vanuit de EU zijn duizenden jihadstrijders afgereisd om deel te nemen aan het conflict. China is als staat geen partij, maar zag net als de EU talloze Oeigoerse moslims naar Syrië vertrekken én terugkeren. Israël voert met regelmaat luchtaanvallen uit en ten slotte is ook de Palestijnse beweging Hamas een partij geworden.

## Aanloop naar de oorlog
Op 26 januari 2011 arresteerde een politieagent een man in de Al-Hareeka-straat in het oude Damascus. Als gevolg hiervan riepen demonstranten op tot de vrijlating van de gearresteerde man. Een ‘dag van woede’ werd vastgesteld voor 4–5 februari, maar dit verliep rustig. Op 6 maart arresteerden de Syrische veiligheidstroepen ongeveer 15 kinderen in Daraa, in het zuiden van Syrië, voor het schrijven van slagzinnen tegen de regering. Al snel braken protesten uit over de twee arrestaties. De grootschalige protesten begonnen daar officieel op 15 maart 2011. De opstand werd beïnvloed door de andere protesten en opstanden in de regio, die bij elkaar de Arabische Lente worden genoemd, en was ongekend voor het land. De betogers vroegen om politieke hervormingen, een einde aan de overheersing van de Ba'ath-partij, meer burgerrechten en het einde van de noodtoestand die al sinds 1963 bestond. De opstand nam gaandeweg allerlei vormen aan, met marsen en hongerstakingen.

## Strijdende partijen
Hoewel het conflict oorspronkelijk nog simpelweg een conflict tussen de regering enerzijds en de opstandelingen anderzijds leek te betreffen, zijn beide zijden meer en meer gefragmenteerd geraakt, waardoor men kan spreken van een meervoudige burgeroorlog.
- Door militaire nederlagen en deserties slonk het regeringsleger dusdanig dat de regering meer en meer vertrouwde op milities, zoals Hezbollah.
- Toen de Koerden van de PYD naar autonomie streefden, hun eigen milities oprichtten, en delen van het noorden bezetten, ontruimde het regeringsleger deze gebieden. De PYD/YPG waren hierdoor een onafhankelijke partij geworden. De PYD, die gelieerd is aan de op de Europese en NAVO-terreurlijst voorkomende PKK, valt onder de koepelorganisatie Groep van Gemeenschappen in Koerdistan, ook wel Koma Civakên Kurdistan (KCK), net als de PKK. Dit is een belangrijke reden waarom de Turkse regering tegen de autonomie van de Syrische Koerden van de PYD/YPG is en hun ervan beschuldigt te heulen met Bashar al-Assad. Zo had onder supervisie van vader Hafiz al-Assad de PKK van 1980 tot en met 1998 meerdere kampen in Syrië. Ook heeft een deel van de lokale Arabische Assad-loyale groepen zich vlak voor de formatie van het autonome gebied bij de PYD/YPG aangesloten. Dit leidde tot de oprichting van de Syrische Democratische Strijdkrachten, een schijnbaar brede(re) Noord-Syrische rebellencoalitie.[53] Generaal Raymond Thomas maakt er geen geheim van dat de SDF, die ook Arabische strijders telt, in feite gedomineerd wordt door de YPG. De Amerikanen stelden de YPG om redenen van public relations voor de naam SDF in te voeren.[54][55] Een ander voorname reden tegen de autonomie is de impulsen die deze geven over de grens, aan het Koerdische onafhankelijkheidsstreven, in Turkije zelf. Turkije kreeg te maken met aanslagen van de PKK en het TAK. Zo riepen in 2015 ook de Yekîneyên Parastina Sivîl (YPS), Volksbeschermingseenheden genaamd, en de Yurtsever Devrimci Gençlik Hareket (YDG-H), beiden een jongerenmilitie gelinkt aan de PKK, in steden in Zuidoost-Anatolië en Oost-Anatolië autonome gebieden uit. Zij zagen zich gesteund door de koepelorganisatie Democratische Samenleving Congres (Demokratik Toplum Kongresi) waarin Democratische Volkspartij (HDP), Democratische Volk Congres (Halkların Demokratik Kongresi) en Democratische Regio Partij (Demokratik Bölgeler Partisi, DBP), voorheen BDP, zitting in namen. Op deze 27 december 2015 verklaarde de toenmalige HDP-partijleider: "Ik wens dat deze bijeenkomst de aanleiding wordt voor de vrijheid van alle volken die zich verzetten."[56]
- De Koerdische Nationale Raad (KNC, Koerdisch: Encûmena Niştimanî ya Kurdî li Sûriyê, ENKS) is een politieke organisatie in Noordoost-Syrië die betrokken is bij de Syrische Burgeroorlog. De ENKS vormt de oppositie tegen de PYD. De ENKS, onder leiding van Ibrahim Biro, wordt tegengewerkt door de PYD met onder meer sluiting van partijkantoren en arrestaties van partijleden.[57] De ENKS beschuldigt de PYD van dictatorschap, wiens arbitraire praktijken leiden tot onderdrukking, moorden en gevangenschap van een ieder die het PYD beleid oppositie biedt, refererend aan Human Rights Watch rapporten die de inzet van kindsoldaten aantonen.[58] De president van die Koerdische regio in Noord-Irak, Massoud Barzani, hielp Syrisch-Koerdische politieke groeperingen om zich te verenigen in een Koerdische Nationale Raad. En zijn regering trainde ook duizenden Syrisch-Koerdische strijders, de Rojava Peshmerga.[59]
- Binnen de opstandelingen ontstond ook fragmentatie. De verschillende rebellengroeperingen trachtten eerst samen te werken in het Vrije Syrische Leger, dat een unitaire centrale staat wil. Deze coalitie bevatte zowel seculiere als religieuze alsook jihadistische rebellen. Na enige tijd ontstond scheuring binnen het VSL en begonnen verschillende groeperingen op eigen houtje te opereren. Ook liep een deel van de opstandelingen over naar al-Nusra, IS of de YPG.
- In 2016 vormde zich binnen het VSL een aan Turkije gelieerde groep, die met Turkse steun Noord-Syrië binnenviel in augustus 2016. In januari 2018 volgde eveneens met Turkse steun een aanval op de Koerdische enclave Afrin, en eiste Turkije dat de SDF ook Manbij ontruimt. Na de Amerikaanse terugtrekking viel het VSL met Turkse steun ook de noordoostelijke Koerdische gebieden binnen, waarop partijen een bufferzone overeenkwamen. Zo hoopt Turkije in Noord-Syrië een tegengewicht te vormen tegen een te sterk Koerdisch autonoom gebied. Tegenstanders hiervan spreken van een Turkse bezetting.
- Uit de aan Al Qaida gelieerde Tanzim Qaidat al-Jihad fi Bilad al-Rafidayn, een Iraakse soennitische verzetsbeweging, kwam uiteindelijk ISI voort, die in 2012 weer Jabhaat al-Nusra oprichtte. Deze beweging opereerde zelfstandig maar werkte ook soms met andere rebellen samen. Een machtsstrijd tussen ISI en Al Qaida leidde tot een openlijke breuk tussen beiden, waarop ISI onder de naam ISIL of ISIS zelfstandig in Syrië begon te opereren en hierbij ook al-Nusra bestreed wanneer dit uitkwam. Al-Nusra en de Islamitische Staat fungeren nu de facto als onafhankelijke rebellenlegers waarbij Islamitische Staat grote delen van het land wist te veroveren en zich vijandig tegen alle andere partijen opstelde. Al-Nusra werkt daarentegen soms met andere groepen samen (voornamelijk met salafistisch en islamistisch georiënteerde groepen) en geniet meer sympathie van soennitische Syriërs. De beweging verbrak uiteindelijk de banden met Al Qaida en ging op in een bredere salafistische rebellenbeweging, de Hayat Tahrir al-Sham.
- Een aantal religieus georiënteerde groeperingen uit het Vrije Syrische Leger heeft zich verenigd in het Islamitisch Front. Deze groep was enige tijd een van de belangrijkste partijen binnen de rebellencoalitie maar viel na verloop van tijd uiteen. Nadien zijn meer pogingen gedaan om de islamistische groeperingen te verenigen.
- Daarnaast bestaat een groot aantal kleinere groeperingen die al dan niet onafhankelijk zijn of zich met een van de grotere partijen hebben verbonden. Ook vindt regelmatig op lokale schaal pragmatische samenwerking plaats, onder namen als het Zuidelijk Front, Eufraat-vulkaan, en het Veroveringsleger. Groepen die op nationaal niveau tegenstanders zijn werken in deze verbonden op lokaal niveau samen, vooral tegen IS of het Syrische regeringsleger.

Samenvattend was het conflict in 2015 grotendeels verworden tot een sektarische oorlog tussen sjiieten enerzijds en soennieten anderzijds. Soennitische rebellen ondersteund door soennitische staten (Turkije, Saoedi-Arabië, Qatar, Arabische Emiraten) streden tegen de alawitische regering ondersteund door Iran (en andere sjiitische strijders gecoördineerd door Iran). De seculiere rebellen alsook de YPG speelden in 2015 slechts een marginale rol. Vanuit geopolitiek opzicht had Rusland zich nu openbaar en militair aan de zijde van de alawitische regering geschaard. De Syrische Burgeroorlog was daarmee onderdeel geworden van een geopolitieke strijd tussen Saoedi-Arabië en Iran. De in het voorjaar van 2015 uitgebroken Jemenitische Burgeroorlog en politieke ontwikkelingen in Libanon zijn hier ook onderdeel van.

## Context
De heersende familie al-Assad behoort tot de alawieten, een aftakking van sjiitische islam, die ongeveer 6 tot 12 procent van de Syrische bevolking omvat. De alawieten hebben, met steun van andere minderheidsgroepen in Syrië en van de seculiere Ba'ath-partij, de Syrische veiligheidsdiensten vast in hun greep. Dit veroorzaakt een "diepe afkeer" onder de islamistische soennieten in Syrië. Volgens de seculiere Syrische overheid strijdt het Syrische leger uitsluitend tegen gewapende demonstranten en tegen gewapende bendes van soennitische politieke islamisten. Deze groepen bestaan uit veel salafisten, maar ook uit wahabieten. De regering-Assad heeft in 2012 en 2013 meermaals een vreedzame dialoog met de democratische oppositie beloofd in geval de gewapende opstand werd beëindigd, maar de protesten en opstand gingen door. Tot onderhandelingen is het nooit gekomen.
Een aantal religieuze en etnische minderheden is door de burgeroorlog in een moeilijke situatie terechtgekomen. Onder Assad waren christenen, druzen, Koerden, sjiitische moslims en Turkomannen in staat in relatieve vrede te leven zonder te worden vervolgd, zoals dat in andere landen in het Midden-Oosten voorkomt. Deze minderheden vrezen te worden onderdrukt in een mogelijk toekomstig islamistisch Syrië onder leiding van de Moslimbroederschap of zelfs van salafisten. De Koerden van de PYD/YPG hebben tijdens de burgeroorlog een autonoom gebied in het noorden van Syrië opgezet genaamd Rojava, dat door de regering-Assad wordt geduld. Met name christenen, sjiieten en druzen zijn tot dusverre het slachtoffer van sektarisch geweld van rebellen van de radicaal-soennitische, wahabitische en salafistische kant. Sommige christelijke groepen hebben inmiddels eigen milities gevormd om hun woonwijken te beschermen tegen de radicale islamistische facties onder de rebellen. De soennitische grootmoefti van Damascus is regeringsgetrouw. Tussen de grote groep gematigde soennitische moslims in Syrië onderling is er minder spanning, dat zijn de soefi's, de soennitische elite in de grote steden en de talrijke religieuze minderheidsgroepen. De meeste soldaten, zowel dienstplichtigen als beroepssoldaten, in het Syrische regeringsleger van president Bashar al Assad zijn immers ook soennieten, hoewel Syrische alawieten en christenen nog vaak het hogere officierskorps en de geheime diensten domineren. Sinds juli 2012 zijn de soennitische moslims in de meerderheid in de regering van Syrië, terwijl de heersende president Assad zelf een van twee alawitische moslims is.
De Syrische Burgeroorlog heeft ook regionale aspecten gezien de spanningen tussen de moslimgroepen onderling, tussen alawieten, sjiieten enerzijds en soennieten en tussen moslims met christenen, druzen, Koerden en Turkomannen. Deze laatste groepen hebben sterke banden met hun volks- en geloofsgenoten in aangrenzende landen. Turkije steunt de Turkomannen met humanitaire en militaire hulp. Iran en Irak steunen de Syrische regering op militair en materieel vlak, Iran heeft niet alleen milities en officieren naar Syrië gestuurd, maar ook wapens en geld, Irak laat Iraanse wapentransporten naar Syrië op zijn grondgebied toe en heeft ook brandstof geleverd. De Hezbollah heeft ook milities en wapens naar Syrië gestuurd. Alle drie staan onder sjiitische leiding.
Egypte steunt sinds 2021 steeds openlijker de Syrische regering op basis van tegenstand tegen de Moslimbroederschap alsook het voorkomen van een te grote invloed van Turkije, mede vanwege dezelfde reden, in Syrië.
| Etnische/Religieuze minderheid | Syrië       | Libanon     | Turkije    | Irak        | Iran       | Jordanië | China      |
| ------------------------------ | ----------- | ----------- | ---------- | ----------- | ---------- | -------- | ---------- |
| Alawieten                      | 2,8 miljoen | 100.000     | 450.000    | geen        | geen       | geen     | geen       |
| Alevieten                      | 100.000     | geen        | 15 miljoen | geen        | geen       | geen     | geen       |
| Christenen                     | 2,6 miljoen | 1,7 miljoen | 150.000    | 1 miljoen   | 900.000    | 350.000  | 28 miljoen |
| Druzen                         | 800.000     | 250.000     | geen       | geen        | geen       | geen     | geen       |
| Koerden                        | 2,3 miljoen | 200.000     | 17 miljoen | 6,5 miljoen | 8 miljoen  | geen     | geen       |
| Sjiieten                       | 270.000     | 1,1 miljoen | geen       | 20 miljoen  | 64 miljoen | geen     | geen       |
| Turkomannen                    | 1,5 miljoen | geen        | 55 miljoen | 3 miljoen   | 13 miljoen | geen     | 11 miljoen |
| Tsjerkessen                    | 150.000     | onbekend    | 2 miljoen  | 30.000      | geen       | 100.000  | geen       |

## Verloop

### 2011
De Syrische veiligheidsdiensten doodden tijdens de demonstraties honderden betogers; volgens de regering gewapende rebellen en sluipschutters die zich tussen demonstranten hadden verscholen en op ambtenaren en politiemannen hadden geschoten. Secretaris-generaal van de Verenigde Naties Ban Ki-moon veroordeelde het geweld als "onaanvaardbaar". Ondanks alle inspanningen van het leger werd er in een aantal steden nog lang geprotesteerd.
Op 29 april verdween de 13-jarige Hamza al-Khatib tijdens een betoging in Daraa. Eind mei bleek dat hij was gemarteld en doodgeschoten. Hij groeide vervolgens uit tot een symbool van de opstand onder met name soennitische betogers.
De opstandelingen vormden eind juli 2011 het Vrij Syrisch Leger om de opstand gewapend te ondersteunen. Dit leger voerde in 2011 en later in 2012 aanvallen uit tegen gasleidingen en legerposten.
Als reactie op het bloedig neerslaan van protesten dreigde buurland Turkije op 15 november 2011 met het stopzetten van de elektriciteitsvoorziening aan Syrië. De betrokkenheid van de Turken markeert een verschuiving in het kamp van de opstandelingen, waar radicale moslims van het platteland de plaats innamen van scholieren en andere voorstanders van liberale hervormingen. Dit leidde er bijvoorbeeld in de stad Homs toe, dat in najaar 2011 70.000 christenen door de opstandelingen uit de stad werden verjaagd.
Op 16 november 2011 werd Syrië geschorst als lid van de Arabische Liga. Saoedi-Arabië en Qatar hadden daartoe het voorstel gedaan, de andere ministers van Buitenlandse Zaken van die Liga hadden met dat voorstel ingestemd. Op 27 november 2011 legde de Arabische Liga sancties op aan Syrië, omdat de regering weigerde het geweld tegen haar eigen burgers te staken. De sancties betroffen een reisverbod voor hoge functionarissen, het bevriezen van transacties met de Centrale Bank van Syrië, handel met de Syrische regering werd gestaakt met uitzondering van goederen voor burgers, en tegoeden van de Syrische regering werden bevroren. Resoluties van de Verenigde Naties die het geweld veroordeelden, haalden het niet door de steun van Rusland en China, omdat deze landen vonden dat er na een wapenstilstand een niet-militaire oplossing door middel van politieke dialoog tussen regering en oppositie in Syrië moest worden gevonden.

### 2012
President Assad beloofde democratische hervormingen en een nationale dialoog. Op 12 januari 2012 kondigde hij aan dat in maart 2012 een volksraadpleging met deelname van alle stemgerechtigde Syrische burgers zou worden gehouden. Dit referendum ging om voorgestelde democratische veranderingen in de grondwet van Syrië.
Kofi Annan werd benoemd in het conflict als speciale gezant voor de Verenigde Naties en de Arabische Liga. Hij stelde een zespuntenplan op dat een einde aan het geweld moest maken en dat door Syrische autoriteiten werd aanvaard. In april 2012 stuurde de VN-Veiligheidsraad volgens Resolutie 2042 dertig waarnemers, die moesten toezien op het staakt-het-vuren. Wanneer dat werd nageleefd, zou een volwaardige waarnemingsmissie worden gestuurd. Op 21 april 2012 werd de VN-Toezichtsmissie voor Syrië, de UNSMIS, met 300 militaire waarnemers opgericht. Dat geschiedde volgens Resolutie 2043. Deze missie eindigde op 19 augustus 2012. In augustus 2012 werd Kofi Annan vervangen door Lakhdar Brahimi als speciaal gezant.
Op 29 maart nam het gehele Syrische kabinet onder druk van betogingen ontslag. Op 19 april werd de noodtoestand, die sinds 1963 van kracht was, officieel opgeheven. Op 26 april riep de VS alle Amerikaanse burgers op Syrië te verlaten. Diezelfde dag gaf ook Nederland dit advies aan zijn burgers.
Op 25 april trok het Syrische leger met tanks en pantservoertuigen de wijken van de zuidelijke stad Daraa, het centrum van het verzet, in. De betreffende stadswijken werden geïsoleerd van de buitenwereld, water en elektriciteit werden afgesloten en door de veiligheidsdiensten werden bloem en voedsel geconfisqueerd. De stad werd beschoten door de militairen om de demonstraties de kop in te drukken; volgens het leger waren dat alleen gewapende bendes. Een gelijkaardige situatie deed zich ook in Homs voor.
Vanaf 5 mei begon het leger zich geleidelijk uit de stad Daraa terug te trekken. Op 7 mei begon het Syrische leger met een belegering van Baniyas en op 8 mei bereikte het Syrische leger Tafas. Tijdens de bezetting van de steden werden razzia's gehouden waarbij voornamelijk mannen werden opgepakt. Op 9 mei vertrokken er legervoertuigen richting Hama en ook in Tel Kalakh werd gewelddadig opgetreden, waarbij het Syrische leger op mensen schoot, die richting Libanon vluchtten. Volgens de Syrische regering ondernamen islamisten vanuit Libanon aanvallen op Syrisch grondgebied, daarom beveiligde de Syrische regering vanaf 31 oktober het grensgebied met landmijnen. Vanuit noordelijk Libanon en vanuit Turkije, tot 2011 een bondgenoot van het seculiere Syrië, opereerde het Vrij Syrisch Leger van de opstandelingen.
Op 8 augustus begon het Syrische leger een hevig offensief tegen de opstandelingen in Aleppo. De Amerikaanse president Barack Obama waarschuwde Syrië uitdrukkelijk geen chemische wapens te gebruiken; dat zou voor de Verenigde Staten een reden zijn hun leger tegen Syrië in te zetten.
Soennitische deserteurs uit het Syrische leger hadden in oktober 2011 met steun van premier Erdogan in oostelijk Turkije het Vrij Syrisch Leger (VSL) opgericht om de opstand te ondersteunen. In Soedan en andere Arabische landen protesteerden salafistisch-soennitische en andere soennitische islamisten tegen de seculiere Syrische regering uit solidariteit met de Syrische betogers en opstandelingen.
Op 3 oktober 2012 kwamen vijf Turkse staatsburgers in de voornamelijk etnisch Koerdische stad Ceylanpınar door mortiergranaten om het leven. Deze granaten waren vanuit Syrië afgevuurd en over de grens afgezwaaid. Bij wijze van vergelding beschoten de Turkse strijdkrachten enkele Syrische doelen en militaire bases van het Syrische leger.
In de Libanese in een maronitisch-christelijke wijk van de hoofdstad Beiroet kwamen op 19 oktober 2012 bij een zware bomaanslag acht mensen om, onder wie het hoofd van de geheime dienst. Volgens de autoriteiten raakten tachtig mensen gewond. De Libanese autoriteiten gingen ervan uit dat deze aanslag was gericht tegen de pro-Saoedische soennitische geheime dienstchef al-Hassan. Hij leidde onder meer het onderzoek naar de moord op premier Hariri in 2005. De uitkomst was dat Syrië en de pro-Iraanse sjiitische groepering Hezbollah waarschijnlijk achter die aanslag in Beiroet zaten. Op 20 oktober 2012 bood premier Mikati van Libanon het ontslag van zijn regering aan, na de bloedige bomaanslag van de vrijdag ervoor. President Suleiman vroeg Mikati voorlopig aan te blijven. Deze terroristische actie deed de spanningen in Libanon oplopen, waardoor enige tijd het risico op een uitbreiding van de burgeroorlog vanuit Syrië naar Libanon werd gevreesd. Libanon kent evenals Syrië een verscheidenheid aan etnische minderheden, die in het verleden al meerdere malen in interne gewapende conflicten waren verwikkeld.
Op 3 november 2012 reden drie Syrische tanks de Golanhoogvlakte in. Israël diende daarop een klacht in bij de Veiligheidsraad. Terwijl de Israëlische annexatie van de Golanhoogten illegaal is onder het volkenrecht. De VN veroordeelden in diverse resoluties, onder meer Resolutie 497 van de Veiligheidsraad, de Israëlische verovering, bezetting en annexatie.
Begin november 2012 ontmoetten vertegenwoordigers van de oppositie elkaar in Qatar om tot een nieuwe samenwerking te komen. Dit leidde niet tot het resultaat, dat de oppositie had gewenst. Op 8 november liet president Al-Assad weten dat hij Syrië niet in ballingschap zou verlaten.
Op 16 november 2012 kwamen in Aleppo bij een aanslag op een Syrisch-orthodoxe kerk 20 mensen om het leven. Op 28 november 2012 ontploften in Damascus twee autobommen in een district bewoond door christenen en druzen. Daarbij kwamen 10 mensen om het leven en raakten er 83 mensen gewond.
In december 2012 werd Jarmuk, een plek in het zuiden van Damascus die speciaal is toegewezen aan Palestijnse vluchtelingen, door Syrische gevechtsvliegtuigen gebombardeerd. Daardoor raakte dit kamp ook betrokken bij de gevechten.
In december was de erkenning van de Syrische Nationale Raad toegenomen. Er werd nog steeds geprobeerd om via diplomatieke weg tot vrede te komen. De verschillende rebellen, de seculiere en de islamistische groeperingen, leken steeds meer gebied in handen te krijgen ondanks zware tegenstand van de regering en het leger. Verder werd in december 2012 duidelijk dat de Syrische Burgeroorlog steeds meer tot een sektarisch conflict was geworden, waarin de alawitische, sjiitische minderheid in conflict was verwikkeld met de soennitische meerderheid. De andere Syrische religieuze en etnische minderheden (de christenen, druzen, Koerden en Turkomannen) probeerden zich daarbij neutraal op te stellen. Daarbij was er ook steeds duidelijker sprake van buitenlandse inmenging in dit conflict, waarbij Irak, Iran en Rusland de regering steunden, terwijl het Westen en de Arabische staten de rebellen steunden.

### 2013
Begin januari 2013 waren er hevige gevechten bij de vliegvelden in het noorden van Syrië. Deze gevechten begonnen op 2 januari. In Taftanaz, in de provincie Idlib, vielen de opstandelingen het militair vliegveld aan, dat door het Syrische leger werd gebruikt om met helikopters luchtaanvallen uit te voeren. Aan dit offensief nam ook de groepering Jabhat al-Nusra deel. De rebellen veroverden het vliegveld, maar werden later teruggedrongen. Er waren ook gevechten bij Deir ez-Zor en in de buurt van Damascus.
Op 6 januari 2013 hield Assad een televisietoespraak over deze burgeroorlog. Hij noemde de opstandelingen "de vijanden van God. En de vijanden van God gaan naar de hel." De internationale gemeenschap reageerde afwijzend op de toespraak. De opstandelingen leken weer terreinwinst te boeken.
De VN-hulporganisatie voor Palestijnse vluchtelingen in het Midden-Oosten, de UNRWA, verzocht president Abbas van Palestina om Palestijnse vluchtelingen uit Syrië op te nemen. Deze waren voor de Syrische rebellen gevlucht uit hun vluchtelingenkampen, omdat zij de kant van het Syrische staatshoofd Bashar al Assad hadden gekozen. De Palestijnse leider in Ramallah weigerde alle Palestijnse vluchtelingen op Palestijns gebied.
Begin 2013 leek het er ook op dat er binnen etnische en religieuze minderheden spanningen optraden tussen voor- en tegenstanders van de regering. Zo ontstonden er milities die voor of tegen de regering streden.
In januari en februari 2013 slaagden de rebellen erin een belangrijke dam in het noorden, militaire vliegvelden en olievelden van Syrië te bezetten. Een spoedige nederlaag voor de regering werd echter niet verwacht, mede vanwege voortgezette buitenlandse steun van Irak, Iran, Rusland en Hezbollah. Er vonden bloedige zelfmoordaanslagen door het Al Nusra-front en door strijders van de Al-Tawhid Brigade van het Vrij Syrisch Leger plaats. Burgers en enkele soldaten van het regeringsleger lieten het leven hierbij. De gewapende oppositie pleegde in toenemende mate zelfmoordaanslagen tegen regeringsdoelen en tegen burgerdoelen. Ook in Damascus namen de gevechten in hevigheid toe. Eind maart 2013 veroverden de opstandelingen de stad Da'el in het zuiden.
In april en mei 2013 slaagden de opstandelingen erin verder gebied op de regering te veroveren. De regering begon in mei echter met een tegenoffensief, nu ook openlijk gesteund door Hezbollah. Door dit tegenoffensief lukte het de regering om strategische posities terug te veroveren. De Verenigde Staten en Rusland kwamen ook overeen een nieuwe vredesconferentie in Zwitserland te organiseren. De oppositie kon het echter niet eens worden, niet over de samenstelling van haar vertegenwoordiging, en ook niet over de vraag of ze deel zou nemen aan de vredesconferentie. Er vonden schermutselingen plaats in Libanon, in het grensgebied, maar ook in Tripoli. In Libanon liepen de spanningen tussen de verschillende minderheden ook steeds verder op door de openlijke steun van Hezbollah aan de Syrische regering. Hezbollah sprak nu van een existentiële strijd, waarbij het overleven van de beweging afhankelijk was van het overleven van de Syrische regering.
In mei werd Syrië veroordeeld in de Mensenrechtenraad van de Verenigde Naties wegens de inzet van het leger en buitenlandse strijders in de stad Al-Qusayr. Enkel Venezuela stemde tegen.
Op 15 juni 2013 besloot Egypte alle diplomatieke banden met de regering-Assad te verbreken. Na de revolutie in 2013 waarin president Morsi (een Moslimbroeder) werd afgezet werden de diplomatieke banden hersteld en de ambassades heropend.
In augustus vluchtten veel Syriërs naar Irak. Eerder was voor hen de grens met Irak gesloten geweest. In het noordoosten van Syrië, bij de grens met Irak, woedde sinds juli een hevige strijd tussen Koerden en salafisten. De wens van de Koerden van de PYD/YPG om een autonome regio op te zetten, neutraal ten opzichte van de regering en rebellen, druist in tegen de wens van de salafisten om een pan-Levant-islamitisch emiraat op te zetten. Daarnaast hebben de Turkomannen ook bedenkingen bij deze ontwikkeling, zoals Turkije ook zijn bedenkingen heeft bij het Turks-Koerdisch separatisme op Turks grondgebied.
In augustus 2013 werden voorsteden van Damascus getroffen door een aanval met chemische wapens. Op 21 augustus kwam de Veiligheidsraad van de Verenigde Naties naar aanleiding hiervan in een speciale zitting bijeen. De Syrische autoriteiten ontkenden aan de aanval schuldig te zijn. Artsen zonder Grenzen noemde op 24 augustus 3.600 gewonden en 355 doden. De Amerikaanse minister van Buitenlandse Zaken, John Kerry meldde op 30 augustus dat het zou gaan om 1.429 doden, onder wie 426 kinderen. Op 26 augustus, op hun eerste werkdag, werden de inspecteurs van de Verenigde Naties, die de taak hadden vast te stellen of inderdaad chemische wapens waren gebruikt, beschoten door sluipschutters. De VN dienden een klacht in bij de Syrische regering en bij de oppositie.
Daarna ging het erom, dat met name de westerse landen Syrië zouden aanvallen. Met een dergelijke aanval moest duidelijk worden gemaakt dat een land dat chemische wapens inzet, daarvoor wordt gestraft. Op 28 augustus zei de NAVO-secretaris-generaal Rasmussen, dat verschillende bronnen erop wezen dat de regering verantwoordelijk was voor het gebruik van de chemische wapens. De Amerikaanse en de Franse regering waren daar al zeer stellig over. Andere westerse landen, waaronder België en Nederland, maar vooral Rusland en China zeiden dat eerst de uitslagen van de proeven die waren uitgevoerd door de inspecteurs van de Verenigde Naties moesten worden afgewacht.
Op 29 augustus kwam de BBC met beelden van verbrande slachtoffers als gevolg van aanvallen met brandbommen. Aanvallen met brandbommen op de bevolking worden al langere tijd, sinds december 2012, uitgevoerd.
Tijdens de top van de G20 in Sint-Petersburg stonden Obama en Poetin, de president van Rusland, lijnrecht tegenover elkaar over de vraag, dat het Westen in dit geval Syrië mocht aanvallen. De toenmalige Nederlandse minister van Buitenlandse Zaken, Frans Timmermans, vond dat het Westen een dergelijke aanval mocht beginnen, wanneer die door de VN-Veiligheidsraad werd goedgekeurd. De ministers van Buitenlandse Zaken van de landen van de Europese Unie wezen Syrië aan als de schuldige van de met chemische wapens uitgevoerde aanvallen. Al-Assad getrouwe aanhangers vormden een menselijk schild bij doelen, die bij de aanvallen door de westerse landen als vergelding voor de chemische aanvallen, zouden kunnen worden gekozen.
Op 10 september werden het christelijke stadje en bedevaartsoord Ma'loula door Jabhat al-Nusra en het Vrij Syrisch Leger aangevallen.
Op 11 september waren er beelden te zien, die toonden dat Iraanse militairen aan de kant van de Syrische regering meevochten.
Op 14 september kwamen de ministers Kerry van de Verenigde Staten en Lavrov van Rusland in Genève tot een akkoord over de manier waarop de chemische wapens uit Syrië zouden worden weggehaald. Dat moest in 2014 gebeuren. Aanvankelijk had Kerry gezegd, dat Syrië nog een Amerikaanse aanval kon afwenden, wanneer Syrië de chemische wapens zou inleveren. Na diplomatie van Poetin stemde Syrië daarmee in. Hiermee bekende Syrië dus ook over chemische wapens te beschikken.
De Europese landen begonnen inmiddels met het opnemen van Syrische vluchtelingen. Duitsland zei toe in twee jaar tijd 5.000 mensen op te zullen nemen. Mensen die via Turkije naar Europa probeerden te vluchten, werd de toegang tot Griekenland onmogelijk gemaakt. Ook via Bulgarije probeerden vluchtelingen Europa te bereiken. De aldaar gestranden werden weliswaar opgenomen in dat land, maar onder erbarmelijke omstandigheden. In vergelijking met de in het totaal meer dan 6 miljoen ontheemden ging het hier om kleine aantallen. Velen van hen leefden in zodanige omstandigheden dat er onder de kinderen ziekten, met name polio, uitbraken.
In oktober waren de Verenigde Staten en Rusland het erover eens dat de vredesbesprekingen door moesten gaan. Wapeninspecteurs van de OPCW begonnen met het weghalen van de chemische wapens. Eind oktober zeiden deze inspecteurs, dat de regering van Syrië geen gifgas meer zou kunnen maken. De steun, die Rusland steeds aan de regering van Syrië heeft gegeven, was voor een deel van de oppositie een beletsel om aan onderhandelingen in Moskou mee te doen.
De strijd ging door, waardoor de situatie in Syrië steeds slechter werd. In de tijd dat de oorlog duurt is een brood vijf keer duurder geworden. Het Syrische leger en de rebellen veroverden om beurten dorpen op elkaar. Op 21 oktober wordt het stadje Sadad veroverd door strijders van Jabhat al-Nusra. Toen de stad op 28 oktober werd heroverd door het Syrische leger werden de lichamen van 45 vermoorde christenen gevonden. Enkele kerken waren gedurende deze periode geplunderd.
In november zette het regeringsleger in het Qalamoun-gebergte, aan de rand met de grens met Libanon, op de verbinding tussen Damascus en Homs, een offensief in tegen de rebellen.
In december heeft kennelijk het regeringsleger zogenaamde vatenbommen ('barrel bombs') op Aleppo gegooid. Eerder waren over het gebruik van dergelijke bommen ook al berichten in de media verschenen. Boven bewoond gebied deze bommen afgooien is dermate onnauwkeurig, dat het in strijd is met het internationaal humanitair recht.

### 2014
Het begin van 2014 kenmerkte zich door een hevige strijd tussen soennitische rebellen (Vrij Syrisch Leger en Islamitisch Front) en salafisten (Jabhat al-Nusra, IS). De salafisten profileerden zich steeds vaker als voornaamste rebellengroep. Dit conflict heeft ook betrekking op een strijd in Irak tussen dezelfde salafisten en de sjiitische Iraakse regering. Binnen de salafisten ontstond echter ook scheuring: al-Nusra en ISIL begonnen elkaar te bevechten en salafistische groepen van het Vrij Syrisch Leger probeerden een gezamenlijk front te vormen hetgeen mislukte door onderlinge strijd.
In de eerste helft van 2014 raakte ISIL met vrijwel alle andere deelnemers in de strijd slaags. In januari werd de beweging korte tijd uit haar bolwerk Raqqa verdreven, maar keerde korte tijd later terug en wist zowel VSL als al-Nusra uit Oost-Syrië te verdrijven. De regeringstroepen werden teruggedreven tot een gebied bij Deir ez-Zor en een legerbasis ten noorden van Raqqa. In West-Syrië werd ISIL daarentegen verslagen en uit de regio verdreven.
In januari kwamen berichten in het nieuws, dat in de gevangenissen in Syrië sinds het begin van burgeroorlog 11.000 gevangenen waren overleden. Zij waren geen natuurlijke dood gestorven, maar ofwel bezweken aan ondervoeding ofwel door geweld omgekomen. Op 14 april presenteerde Human Rights Watch een rapport, waarin dit werd bevestigd.
Onderhandelingen tussen de regering en de rebellen in Genève hadden weinig resultaat. Wel zouden 3.000 bewoners Homs mogen verlaten. Homs werd bezet door de opstandelingen en sinds meer dan een jaar door de regering omsingeld en belegerd. Daardoor was de humanitaire situatie er zeer slecht geworden. Tot 9 februari waren 800 mensen geëvacueerd.
In maart haalde de Turkse luchtmacht een Syrische straaljager neer. Volgens Turkije vloog de straaljager in het Turkse luchtruim, terwijl hij volgens de Syrische regering in het Syrische luchtruim vloog waarbij de straaljager bezig zou zijn met aanvallen op rebellen.
Ondanks de inspanningen van de inspecteurs van de Verenigde Naties, belast met het opsporen van chemische wapens, werd op 12 april op de plaats Kafr Zita, in het district Hama, een aanval met chemische wapens uitgevoerd. De Syrische staatstelevisie schreef de aanval toe aan de groepering Jabhat al-Nusra, en meldde dat het om chloorgas ging, maar gaf niet aan hoe zij tot die laatste conclusie kwam. Sinds de aanvallen met chemische wapens in augustus 2013 zouden er al meer aanvallen met chemische wapens zijn geweest.
Op 2 mei werd er een akkoord bereikt tussen de Syrische regering en rebellen over de terugtrekking van de rebellen uit de stad Homs. Het staakt-het-vuren zou 48 uur duren. De Verenigde Naties zouden dan ook hulp leveren aan de inwoners van de stad.
Het regeringsleger slaagde er steeds meer in om Aleppo, dat nog in handen was van de rebellen, te omsingelen. Het regeringsleger bombardeerde in het bezette Aleppo ziekenhuizen. Artsen, die in handen van het regeringsleger vielen, werden vermoord. Medische zorg werd daardoor bijna onmogelijk. De rebellen hadden alleen nog vrije toegang tot Aleppo vanuit het noordwesten. Sinds een jaar eerder was het overgrote deel van de inwoners de stad ontvlucht.
Op 3 juni werden er presidentsverkiezingen in Syrië gehouden. De rebellen deden niet mee aan de verkiezingen. Assad won met 88,7% van de stemmen.
Diezelfde maand begonnen de militanten van Islamitische Staat steeds meer gebied in Syrië te veroveren, in hun eigen strijd voor een kalifaat. Deze strijd had internationaal een grotere invloed dan de Syrische Burgeroorlog. Na in Irak Mosul te hebben veroverd en wapens te hebben buitgemaakt, versterkte de beweging haar grip op Oost-Syrië. De legerbasis bij Raqqa werd veroverd, waarna ISIL de Koerdische stad Kobani probeerde in te nemen. De aandacht in de pers verschoof dan ook gaandeweg steeds meer van de burgeroorlog naar de strijd tegen IS. Dit zette ook de Koerdische zaak op de kaart en door buitenlandse steun konden de Koerden de aanval op Kobani uiteindelijk afslaan.
In de stad Hama vielen bij een aanslag met een autobom meer dan 30 doden. Jabhat al-Nusra eiste de verantwoordelijkheid voor die aanslag op.
Op 23 juni 2014 deed de OPCW de mededeling dat de laatste chemische wapens uit Syrië waren weggehaald.
Op 1 oktober werd in Homs een aanslag op een school gepleegd, 30 van de 39 slachtoffers waren kinderen. De aanslagen vonden plaats in een wijk waar overwegend alawieten wonen, een religieuze minderheid waartoe ook president Assad behoort.
In de tweede helft van december gaf Assad toestemming geneesmiddelen naar de door de rebellen bezette delen van Aleppo te brengen.
Het aantal burgerdoden in 2014 bedroeg meer dan 75.000. Het leger van Assad was van oorspronkelijk 325.000 tot 150.000 soldaten gekrompen. Daar kwam bij, dat hij door de dalende olieprijzen minder kon besteden. Hij heerste vooral nog in de steden, op het platteland was zijn macht minder geworden. Nog 40% van het land en 65% van de bevolking vielen onder zijn bestuur.

### 2015

Tegenstanders van IS.
De anti-IS-coalitie
Individuele landen tegen IS
Gebieden onder controle van IS op het hoogtepunt in 2015

Op 18 januari kwamen bij een raketaanval van het Israëlische leger op een groep Hezbollahstrijders in de Syrische Golan, zes Hezbollahstrijders en een hoge Iraanse generaal om het leven. De generaal, Mohammad Ali Allahdadi, was ter plekke om de Syrische regering te adviseren in de strijd tegen salafistische opstandelingen.
Eind januari trok ISIL zich uit Kobani terug, waarop de Koerden zowel de stad als het omliggende platteland konden heroveren. ISIL boekte verder naar het zuiden echter een belangrijke overwinning door in een van 15 tot 26 mei durend offensief Palmyra in te nemen. De beweging beheerste nu ruwweg 50% van Syrië. Tijdens de bezetting van Palmyra door ISIL werd veel waardevol erfgoed vernietigd; aanvankelijk omdat men de bouwwerken als onislamitische afgoderij zag, nadien uit wraaklust. De Koerden wisten daarentegen in juli 2015 Tel Abyad te veroveren waarmee de kantons Kobani en Jazira verbonden werden en een groot deel van de Turkse grens werd afgesloten voor ISIL.
Op 12 augustus vielen er zeker 31 doden bij een aanval door de Syrische luchtmacht op de Ghouta-regio ten oosten van Damascus. Dit was een reactie op het door de rebellen afvuren van raketten op de Syrische hoofdstad.
In augustus werd er korte tijd en staakt-het-vuren tussen het leger en de rebellen overeengekomen, dat echter geen lang leven was beschoren. Op 16 augustus verrichtte het Syrische regeringsleger een zware luchtaanval op de Damascaanse wijken Douma en Harasta, waarbij minstens 96 doden vielen. In de buurt van deze wijken bevond zich het hoofdkantoor van Jaysh al-Islam.
Op 9 september werd bekend dat de rebellen de gehele provincie Idlib hadden ingenomen. Het leger van Assad was zo goed als helemaal uit deze provincie verdreven.
Op 15 september kwamen bij beschietingen door de rebellen in delen van Aleppo die in handen waren van de regering 38 mensen om. Hierop volgden luchtaanvallen door het Syrische leger op door de rebellen gecontroleerde wijken van de stad, waarbij 53 doden vielen.
Op 28 september werd, ingegeven door de grote stroom vluchtelingen uit Syrië naar Europa, een internationale conferentie op het hoofdkantoor van de VN in New York belegd. Westerse regeringsleiders kondigden van tevoren aan dat Bashar al-Assad bij eventuele vredesbesprekingen als gesprekspartner zou worden geaccepteerd. De Franse president Hollande zei daarbij dat Bashar al-Assad niet door hem als nieuwe regeringsleider werd geaccepteerd.
Op 30 september begon Rusland ook met luchtaanvallen op Syrië. Volgens het Kremlin en de Syrische regering van president Assad ging het om precisiebombardementen op IS, waarbij acht IS-doelen zouden zijn geraakt. Dit werd echter weersproken door Amerikaanse en Franse bronnen, en het Vrije Syrische Leger beweerde juist door de Russische aanvallen te zijn geraakt. De Russische aanvallen leken dus ook gericht tegen de rebellen die niet bij IS horen maar wel tegen Assad vechten, met name Jaish al-Fatah, een soennitische beweging die onder meer de Syrische tak van Al Qaeda omvat. Daarnaast vielen er reeds op de eerste dag dertig burgerdoden als gevolg van de Russische aanvallen. De Amerikaanse minister van Buitenlandse Zaken John Kerry liet na de eerste Russische luchtaanvallen weten dat de VS de Russische interventie alleen verwelkomden als die specifiek was gericht tegen de terreurorganisaties, met name IS en Al Qaeda. Op 2 oktober volgden 14 nieuwe aanvallen door de Russische luchtmacht, met de provincies Homs, Hama en Idlib als doelwit. Er vielen ook burgerdoden. Obama en de Europese leiders vreesden dat deze interventie de algehele situatie in Syrië juist nog verder zou doen escaleren. Ook wordt vanwege het gebrek aan coördinatie gevreesd voor nog meer burgerdoden en onbedoelde confrontaties tussen Rusland en de door de VS geleide coalitie in Syrië. Volgens schattingen van het SOHR waren er sinds het begin van de bombardementen door voornoemde coalitie overigens 181 burgerdoden als gevolg hiervan gevallen.
Het Syrische leger begon op 7 oktober een grootschalig grondoffensief in het noordwesten, in de provincies Homs, Hama en Latakia. Het kreeg daarbij steun van Rusland, dat niet alleen vanuit de lucht meevocht maar ook raketten afvuurde vanuit de Kaspische Zee. Op 10 oktober waren er ten noorden en oosten van Aleppo hevige gevechten tussen Syrische rebellen en leden van IS, waarbij tientallen doden vielen. Op 16 oktober begon het Syrische leger in het zuiden van Aleppo eveneens een grootschalig offensief tegen de rebellen, vermoedelijk ook met Russische steun. Twee dagen later meldde het Syrische Observatorium voor de Mensenrechten dat het regeringsleger ten zuiden van Aleppo vijf dorpen en enkele heuvels had veroverd op de rebellen. Op 30 oktober vuurde de Syrische luchtmacht 12 raketten af op Douma, waarbij minstens 70 doden en ca. 100 gewonden vielen. Op 31 oktober kwamen in de provincie Aleppo als gevolg van aanvallen door Syrische leger en de Russische luchtmacht zeker 64 mensen om, onder wie 28 kinderen.
Iran zou inmiddels bezig zijn een grondoffensief voor te bereiden. Op 14 oktober maakten Iraanse functionaris en Syrische activisten bekend dat er daadwerkelijk Iraanse grondtroepen in Syrië actief waren, al werd dit nog niet officieel bevestigd. Het zou gaan om zo'n 1500 militairen van de Iraanse Revolutionaire Garde.
Op 9 oktober werd bekend dat de VS zou stoppen met het trainen van Syrische rebellen. Er zou te weinig animo zijn voor het vormen van een extra front tegen IS. De VS bleef echter doorgaan met het bewapenen en ondersteunen van de beste strijders.
Op 30 oktober besloten de VS maximaal vijftig commando's naar Syrië te sturen, om te helpen in de strijd tegen IS. De Amerikaanse militairen mochten echter niet zelf niet strijde trekken. Dezelfde dag kwamen in Wenen zeventien landen bijeen voor een top over Syrië, maar deze leverde weinig concreets op.
In november ontstond er een geschil tussen Rusland en Turkije, toen Turkije een Russische Soechoj 24 in het luchtruim boven de grens van Turkije en Syrië neerschoot. Turkije beschuldigde Rusland ervan door Turkije gesteunde Turkmenen te bombarderen. De Franse president Hollande drong er bij Rusland op aan zich bij de internationale coalitie aan te sluiten en Bashar al-Assad niet meer te steunen. Rusland zegde toe geen gematigde rebellen meer, maar alleen jihadisten aan te vallen.
De stad Homs kwam in december weer volledig in handen van het regeringsleger, waarbij alle rebellen werden verdreven.
Op 20 december vielen bij naar verluidt Russische luchtaanvallen op Idlib, een stad die onder controle is van de rebellen, tientallen burgerdoden.

#### Mensenrechtenorganisaties
Amnesty International bracht in december 2015 een rapport uit, waarin de mensenrechtenorganisatie stelde dat er van september tot november 200 burgerdoden waren gevallen als gevolg van de Russische luchtaanvallen en Rusland zich daarmee mogelijk schuldig maakte aan oorlogsmisdaden. Een week eerder beweerde Human Rights Watch al dat Rusland bij zeker twintig bombardementen clusterbommen had gebruikt.

### 2016
Op 7 januari stemde de regering-Assad ermee in dat er noodhulp werd geboden aan Madaya, een plaatsje aan de Syrisch-Libanese grens dat al sinds juli werd belegerd door zowel troepen van Assad als Hezbollah. Beelden van volkomen uitgemergelde bewoners van deze plaats waren uitgelekt in de media. Op 11 januari kwam een eerste konvooi met hulptroepen van het Rode Kruis en de VN de stad binnen.
Het Syrisch Observatorium voor de Mensenrechten meldde op 10 januari dat er bij een Russische luchtaanval op de plaats Ma'arrat al-Numan die specifiek was gericht tegen een rechtbank van al-Nusra 57 doden waren gevallen, onder wie 23 al Nusra-strijders. Er zouden daarnaast burgerdoden (vrouwen en kinderen) zijn gevallen. Op 11 januari meldde een woordvoerder van de Syrische oppositie in Parijs dat er bij een Russisch bombardement op drie scholen nabij Aleppo 35 leerlingen waren omgekomen.
Op 31 januari ontplofte in Damascus dicht in de buurt van de voor sjiieten belangrijke Sayyidah Zaynabmoskee een autobom, gevolgd door twee zelfmoordaanslagen. Hierbij vielen vele tientallen doden en meer dan honderd gewonden.
De Turkse premier Ahmet Davutoglu maakte op 4 februari bekend dat er 70.000 mensen vanuit Aleppo op weg waren naar de Turkse grens, op de vlucht geslagen voor de troepen van Assad. Het Syrisch Observatorium voor Mensenrechten meldde op 10 februari dat er sinds het begin van de maand al 500 doden waren gevallen door het geweld in Aleppo. Inmiddels is het leger van Assad in Aleppo volgens alle berichtgevingen aan de winnende hand ten opzichte van de Syrische oppositie.
Op 15 februari werd in de stad Ma'arrat al-Numan (provincie Idlib) een kliniek van Artsen zonder Grenzen getroffen door een luchtaanval, waarbij minstens zeven doden vielen. Volgens het Syrische Observatorium voor de Mensenrechten waren Russische straaljagers verantwoordelijk voor de aanval. Tienduizenden mensen zouden hierdoor verstoken zijn van medische zorg. De Russische ambassadeur in Syrië, Riad Haddad, beschuldigde echter de coalitie onder leiding van de VS ervan achter de aanvallen te zitten. Frankrijk en Turkije veroordeelden de luchtaanvallen als oorlogsmisdaden.

#### Vredesonderhandelingen
Op 29 januari gingen in Genève nieuwe vredesbesprekingen van start, waarbij niet alle strijdende partijen aanwezig waren. De algemeen als terroristisch beschouwde organisaties (IS, al-Nusra) waren sowieso uitgesloten van de onderhandelingen. Op verzoek van Turkije waren ook de Koerden van de PYD niet aanwezig, ondanks hun niet onaanzienlijke bijdrage in de strijd tegen IS. Op de eerste dag ontbrak ook de Syrische oppositie, maar het Hoog Onderhandelingscomité – de coalitie van verzetsgroepen – maakte nog diezelfde dag bekend dat een delegatie van hen alsnog naar Genève zou afreizen. Op 4 februari werd bekend dat de onderhandelingen voor enkele weken waren opgeschort, omdat Assad met Russische steun de aanvallen tegen de oppositie opnieuw intensiveerde.
Op 12 februari 2016 werd bij de vredesconferentie in München – waarbij onder meer de Russische minister Lavrov en de Amerikaanse minister Kerry aanwezig waren – een akkoord over een voorlopig staakt-het-vuren bereikt, dat binnen een week moest ingaan. Het staakt-het-vuren gold niet voor de strijd tegen algemeen als terroristisch beschouwde groeperingen als IS. De gematigde oppositie stelde als voorwaarden voor een wapenstilstand dat Rusland zou ophouden met bombarderen, gevangen vrouwen en kinderen zouden worden vrijgelaten en er meer noodhulp zou komen.
Op 20 februari verklaarden zowel Assad als de rebellen zich weliswaar bereid tot een wapenstilstand van enkele weken, maar beide partijen stelden hun eigen voorwaarden; zo eisten de rebellen dat Rusland met bombarderen zou stoppen, terwijl Assad van zijn kant eiste dat de rebellen zichzelf in de tussentijd niet zouden versterken en dat Turkije ook geen wapens zou leveren. Op 22 februari werden Rusland en de Verenigde Staten het eens over een plan over een voorlopig staakt-het-vuren tussen de troepen van Assad en de oppositie, waarbij de aanvallen op de algemeen als terroristisch aangemerkte organisaties (zoals IS en Al-Nusra) echter gewoon doorgingen. Het akkoord moest binnen een week ingaan. Dit akkoord werd meteen verworpen door de rebellen; zij eisten dat Al-Nusra ook bij het akkoord zou worden betrokken.
In de nacht van 27 februari ging een staakt-het-vuren van twee weken in tussen de regering-Assad en de oppositie, om humanitaire hulp mogelijk te maken. Dit staakt-het-vuren werd aanvankelijk vrij goed nageleefd.
Op 14 maart werden de onderhandelingen in Genève onder leiding van De Mistura hervat, die begin februari waren afgebroken. Op dezelfde dag maakte president Poetin bekend dat het Russische leger zich grotendeels ging terugtrekken uit Syrië. Als verklaring gaf Poetin dat de Russische interventie haar doel grotendeels had bereikt.
Op 4 mei ten slotte bereikten de VS en Rusland met de Syrische regering een akkoord over een wapenstilstand in Aleppo, nadat in andere delen van Syrië al eerder een wapenstilstand was ingegaan. Op 7 mei werd de wapenstilstand met 72 uur verlengd.

#### Gevechten weer opgelaaid
Op 16 april kwamen meldingen van nieuwe gevechten in Aleppo tussen de Syrische luchtmacht en rebellen, die een schending van het staakt-het-vuren zouden betekenen. Twee dagen later weigerde het HNC door te gaan met de onderhandelingen in Genève. Hierna laaide het geweld weer op. Op 19 april vielen bij nieuwe luchtaanvallen op de plaatsen Ma'arrat al-Numan en Kafranbel (provincie Idlib) meer dan 40 burgerdoden.
Sinds eind april gaan de gevechten in Aleppo onverminderd door, terwijl het in andere delen van Syrië sindsdien relatief rustig is. Op 28 april werd het door AzG gesteunde Al Quds-ziekenhuis in Aleppo getroffen door een luchtaanval. Er vielen tientallen doden, onder wie drie artsen. De volgende dag werden in Aleppo opnieuw enkele klinieken gebombardeerd, in gebied dat in handen was van de rebellen. Op 3 mei werd er in Aleppo nogmaals een ziekenhuis getroffen, deze keer zou het een aanval uitgevoerd door de rebellen betreffen.
Op 5 mei vielen er tientallen doden bij een luchtaanval op een vluchtelingenkamp bij de Syrische plaats Sarmada (provincie Idlib). Op 8 mei voerde het Syrische leger nieuwe aanvallen uit op de rebellen in de stad Aleppo.
Op 6 juli werd vanwege het Suikerfeest een wapenstilstand van 72 uur afgekondigd. Deze werd echter niet goed nageleefd; twee dagen later werd melding gemaakt van bijna 50 nieuwe doden.
Eind juli werd – in samenwerking met Rusland – een humanitaire corridor geopend voor de burgers in het belegerde Aleppo. De dagen daarna vluchtten tientallen gezinnen uit het oosten van de stad via de corridor.
Op 6 augustus 2015 voerde Jaish al-Fateh, een coalitie van diverse groepen rebellen, een aanval uit op een grote artilleriebasis van de regering in de Aleppose wijk Ramousah. Al Nusra, onder de nieuwe naam Fatah al-Sham, maakte ook deel uit van deze coalitie. De aanval is volgens berichten op de Syrische staatstelevisie afgeslagen. Aan de zijde van de rebellen zouden honderden doden zijn gevallen. De rebellen van hun kant beweerden juist zelf succes te hebben gehad; zij zouden de linies in het zuiden van de stad hebben doorbroken en aldus een verbinding tussen het zuiden en het oosten van de stad tot stand hebben gebracht. Ook de militaire basis zou door hen zijn veroverd.
De Russische generaal Sergej Roedskoj meldde op 11 augustus dat er in het vervolg elke dag tussen 10:00 en 13:00 een gevechtspauze zou worden ingelast, om het zodoende voor hulporganisaties mogelijk te maken Aleppo binnen te komen. Het voorstel bleek niet te werken; reeds de volgende dag werd er weer gebombardeerd.
Op 24 augustus begon een Turkse militaire operatie in het noorden van Syrië, gericht tegen zowel IS als de Koerdische YPG. Binnen enkele dagen was IS uit Jarablus verdreven.
Op 25 augustus bereikten de regering en de rebellen een akkoord over Daraya, een wijk van Damascus die al vier jaar belegerd werd. Degenen die hier nog waren, enkele duizenden personen in totaal, mochten van de regering de wijk ongehinderd verlaten op voorwaarde dat ze hun zware wapens achterlieten.
Eind augustus viel de stad Halfaya in handen van de opstandelingen. Op 1 september voerde het Syrische leger zware bombardementen uit in de westelijke provincie Hama, met name in gebieden die enkele dagen eerder door opstandelingen waren veroverd.
Op 10 september werden zware luchtaanvallen uitgevoerd op een markt in Idlib (waar 58 doden vielen) en in en rond Aleppo waar ook tientallen doden vielen. Het bombardement in Idlid – een stad die in handen is van de rebellen – zou volgens berichten zijn uitgevoerd door de Russen.

#### Nieuwe wapenstilstand
Op 9 september bereikten de VS en Rusland, na maandenlang onderhandelen in Genève, uiteindelijk een akkoord. Dit akkoord behelsde onder meer dat hulpverleners toegang kregen tot belegerde steden zoals Aleppo, dat het Syrische regeringsleger enkel nog aanvallen uitvoerde op terreurgroep IS en dat de oppositie de banden met terreurgroep al-Nusra zou verbreken. De wapenstilstand ging in op de avond van 12 september tegen zonsondergang en moest een week duren. De Syrische regering, Rusland en Iran verklaarden zich bereid het bestand na te leven.
Twee hulpkonvooien die door de VN naar Aleppo werden gestuurd konden de stad vooralsnog niet in, omdat het Syrische leger niet van zijn plaats week. Volgens berichten van Russische zijde werd het leger opnieuw door rebellen aangevallen.
Bij een luchtaanval op 17 september door de internationale coalitie onder leiding van de Verenigde Staten op een Syrische legerbasis in het oosten van het land kwamen tientallen Syrische militairen om het leven, volgens berichten van Rusland en het Observatorium voor de Mensenrechten 60 tot 82. Volgens verklaringen van verschillende landen die deel uitmaken van de coalitie betrof het een vergissing en werd de basis aangezien voor een doelwit van IS. De VN-Veiligheidsraad kwam op Russisch verzoek in een spoedzitting bijeen.
Op 18 september werd Aleppo voor het eerst sinds het ingaan van het staakt-het-vuren weer aangevallen. Gevechtsvliegtuigen bombardeerden vier wijken die in handen waren van de opstandelingen.

#### Gevechten opnieuw hervat
Op 19 september, precies een week na het ingaan van het bestand, verklaarde het Syrische leger dat het staakt-het-vuren was beëindigd, zonder het te hebben over een verlenging. Beide partijen – regering en oppositie – beschuldigden elkaar inmiddels van het veelvuldig schenden van het bestand. Diezelfde dag werden bij een luchtaanval bij Urum al-Kubra in de provincie Aleppo een hulpkonvooi, een magazijn en een kliniek van de Syrische Halve Maan getroffen. Er zouden zeker twaalf doden zijn gevallen
De daaropvolgende dagen verhevigden de gevechten tussen de rebellen en de regering weer. Rebellen meldden dat gevechtsvliegtuigen in de nacht van 21 op 22 september de zwaarste bombardementen sinds april op Aleppo hadden uitgevoerd. In enkele dagen werden er minstens 200 nieuwe luchtaanvallen uitgevoerd en vielen zeker 100 doden. Op 25 september besloot de VN-Veiligheidsraad in een spoedzitting bijeen te komen over de situatie in Aleppo.
Op 27 september begon het Syrische leger een grondoffensief dat erop was gericht om de hele stad Aleppo te heroveren.
Op 3 oktober zetten de Verenigde Staten het rechtstreekse overleg met Rusland over een nieuw staakt-het-vuren stop. Een Amerikaanse woordvoerder gaf als verklaring dat Rusland zijn afspraken niet nakwam.
Op 17 oktober kondigden de Russische en Syrische legers een gevechtspauze aan die de volgende dag inging, twee dagen eerder dan eigenlijk was gepland.
Eind oktober probeerden de rebellen vanuit West-Aleppo de omsingeling te doorbreken maar op 31 oktober had het regeringsleger de door rebellen bezette delen van West-Aleppo weer terugveroverd. Rusland stuurde ook een significant vlootdeel, inclusief vliegdekschip, naar Syrië, waarschijnlijk met het doel nog zwaarder te bombarderen.

#### Herovering Oost-Aleppo door het Syrische leger
Op 15 november 2016 begonnen Rusland en Syrië wederom met zware bombardementen op de rebellen in Oost-Aleppo. Er vielen volgens berichten tientallen doden bij de bombardementen. Het Rode Kruis meldde een dag later ook dat er binnen een etmaal vier ziekenhuizen waren aangevallen. Op 22 november drongen grondtroepen van het Syrische leger Oost-Aleppo binnen. Volgens berichten van het Syrische Observatorium voor de Mensenrechten werd er chloorgas ingezet. Op 27 november berichtten Syrische media dat het leger de grootste voorheen door de rebellen gecontroleerde wijk in Oost-Aleppo weer in handen had. Het Rode Kruis meldde op 29 november dat er de afgelopen paar dagen 20.000 mensen vanwege het geweld waren gevlucht uit Oost-Aleppo.
Op 30 november had het leger ook de wijk Sheikh Saeed in handen. De rebellen waren nu een derde van al hun gebied in Oost-Aleppo kwijt. Begin december had het Syrische leger een groot deel van Oost-Aleppo terugveroverd. Midden december had het leger Oost-Aleppo nagenoeg volledig heroverd. Op 13 december bereikten de Syrische regering en de rebellen een akkoord over een staakt-het-vuren, opdat er evacuaties vanuit Oost-Aleppo konden plaatsvinden. Dit akkoord werd echter vrijwel onmiddellijk geschonden, waardoor de evacuaties moesten worden uitgesteld. Op 15 december meldden Russische media dat er alsnog was begonnen met de evacuatie van 5000 rebellen en hun familie via een humanitaire corridor. Ze werden overgebracht naar Idlib, een stad op ongeveer 20 km van Aleppo. Een eerste konvooi van het Rode Kruis dat vertrok werd nog wel beschoten. President Assad zei in een videoboodschap dat er geschiedenis was geschreven en sprak van een "historische bevrijding".

#### Nieuwe wapenstilstand
Met hulp van Rusland en Turkije kwam het uiteindelijk op 29 december tot een officieel bestand tussen de Syrische regering en de oppositie. Het staakt-het-vuren ging de daaropvolgende nacht in.

### 2017
Op 1 januari kwam de wapenstilstand van eind december alweer onder druk. Na 24 uur rust voerden vliegtuigen van het Syrische leger alweer bombardementen uit op stellingen van de rebellen in de vallei van de Baradarivier ten noordwesten van de hoofdstad Damascus. Ook in de buurt van Aleppo werden er bombardementen uitgevoerd. De rebellen beschoten op hun beurt dorpjes in het gouvernement Idlib. Terreurgroep IS, die niet bij de wapenstilstand betrokken was, eiste de verantwoordelijkheid op voor twee zelfmoordaanslagen tegen het Syrische leger in Tartous.
In 2017 begonnen Libanon, Hezbollah en Syrië aan een offensief tegen Islamitische Staat en Al Qaeda in noordoost Libanon.
Op 16 maart 2017 wordt een moskee in al-Jinah nabij Aleppo gebombardeerd waardoor meer dan 49 mensen worden gedood. De luchtaanval wordt uitgevoerd door twee MQ-9 Reaper drones van de Amerikaanse luchtmacht die minstens vier AGM-114 Hellfire raketten en een bom van meer dan 230 kg afvuren. Volgens de VS ging het om een bijeenkomst van Al-Qaida-leiders in een andere provincie, terwijl het volgens burgers ging om een moskee waar honderden mensen waren samengekomen voor het gebed. Zowel de NOS als Nieuwsuur meldden: "Onduidelijk is wie er dan wel voor verantwoordelijk is. De internationale coalitie onder leiding van de Amerikanen is er actief, maar Syrische en Russische gevechtsvliegtuigen voeren er in het gebied ook geregeld luchtaanvallen uit op tegenstanders van president Assad". Deze berichtgeving was opmerkelijk, omdat er vrij snel foto's van de fragmenten van de Amerikaanse wapens beschreven met het Latijnse alfabet op de locatie van de inslag, zoals de Amerikaanse luchtmacht deze gebruikt, beschikbaar waren en ook gedeeld waren met onderzoekers van Bellingcat en Human Rights Watch. De Mensenrechtenraad van de Verenigde Naties oordeelde in zijn rapport A/HRC/36/55 het handelen van de Verenigde Staten in strijd met het internationaal humanitair recht.
In augustus 2017 begonnen Irak en Syrië aan een gezamenlijk offensief tegen IS in het oosten van Syrië en westen van Irak.
In september 2017 slaagde het Syrische leger erin de blokkade van haar legereenheden in Deir-El-Zour door IS te ontzetten. Ook werd door de VN verklaard dat de rebellen zich moeten realiseren de burgeroorlog te hebben verloren.

### 2018
In januari 2018 viel Turkije Noord-Syrië binnen om de Koerdische YPG te bestrijden. Het Syrische leger begon met een offensief om Idlib te ontzetten. De Verenigde Staten gaven aan permanent in Syrië te willen blijven. Vredesgesprekken tussen de regering en rebellen werden ook voortgezet in Wenen en Sotsji.
In februari vielen Russische huurlingen van de Wagnergroep de YPG aan. Daarop werden deze Russische huurlingen teruggeslagen door de Amerikaanse luchtmacht. De Syrische regering begon met een offensief om Oost-Ghouta in te nemen. Dit offensief ging gepaard met zware beschietingen en bombardementen, en vele burgerslachtoffers. Op 24 februari nam de Veiligheidsraad resolutie 2401 aan om noodhulp in het belegerde gebied mogelijk te maken.
In maart werd het offensief van de regering in Oost-Ghouta voortgezet, met positieve resultaten voor het leger: 33% van het gebied werd ingenomen. De internationale kritiek hierop nam ook toe. De strijd tussen Turkije en de YPG in het noorden werd eveneens voortgezet. Later in maart slaagde Turkije erin om Afrin in te nemen. Ook slaagde het Syrische leger erin Oost-Ghouta verder in te nemen. Tegen het einde van maart had het Syrische leger Ghouta bijna volledig heroverd. Veel rebellen en jihadisten aanvaardden een evacuatieaanbod. Turkije verklaarde de strijd tegen de YPG voort te zullen zetten.
In april werd Oost-Ghouta volledig bezet door het Syrische leger. De overgebleven rebellen aanvaardden een verplaatsing naar Idlib. Op 14 april voerden Verenigde Staten, Verenigd Koninkrijk en Frankrijk precisiebombardementen op Syrische doelen uit.
In de zomer van 2018 slaagde het Syrische leger er met steun van Hezbollah, Rusland en Iran in om het zuidwesten van Syrië te ontzetten. Internationaal politiek bezien was president Al-Assad inmiddels niet langer vervangbaar en daarmee had hij de burgeroorlog gewonnen.
In het najaar van 2018 was de situatie in Syrië enigszins stabiel geworden. Hoewel de Syrische regering, samen met bondgenoten Rusland en Iran – alsook de aan hen gelieerde milities – van plan was de provincie Idlib te veroveren, waren Turkije en Rusland daarover nog in onderhandeling. Idlib was inmiddels het laatste bolwerk van gematigde en islamistische rebellen. De Verenigde Staten en de Koerden hadden nog steeds het noordoosten van Syrië in handen, hoewel onderhandelingen daarover nog voortduurden. Vluchtelingen keerden inmiddels, op kleine schaal, ook terug naar Syrië. Hoewel Turkije en de Verenigde Staten samen patrouilleerden in Rojava, ging Turkije in oktober en november 2018 toch door met beschietingen van Rojava.
In december 2018 maakte president Donald Trump bekend dat de Verenigde Staten zich in 2019 zouden terugtrekken uit Syrië.

### 2019
In 2019 is de Verenigde Staten begonnen met terugtrekking uit Syrië. Ook heropenden steeds meer landen hun ambassades in Syrië. Door sommigen werd dit opgevat als normalisatie van de regering van Bashar al-Assad. Het Syrische leger ging zich net zoals in eind 2018 richten op het veroveren van Idlib, het laatste bolwerk van de rebellen die niet onder volledige Turkse controle staan. Vooral aan Al Qaida gelieerde groepen hadden het gebied in handen.
Op 9 oktober 2019 begon Turkije met een aanval op Noordoost-Syrië, gericht tegen de SDF nabij de Turkse grens, bij gelegenheid van de terugtrekking van de Amerikaanse troepen. Hierbij wou de Turkse regering een bufferzone creëren waar een deel van de Syrische vluchtelingen in Turkije naartoe gebracht kon worden. De VSL-Turkse opmars verliep gestaag, en de SDF riep hierop de hulp van Syrische regeringstroepen in, die sleutelposities in SDF-gebied innamen. Uiteindelijk werd de opmars tegengehouden door de Syrische strijdkrachten met behulp van Rusland die een deal met Turkije maakte. Turkije mocht het ingenomen gebied behouden en daar een kleine bufferzone langs de Turkse grens creëren. Gezamenlijke Turks-Russisch-Syrische patrouilles begonnen langs de Turks-Syrische grens. Assad heeft aangegeven dat hij te zijner tijd weer volledig bezit van Noordoost-Syrië wil nemen maar hij is ook geïnteresseerd in een deal met de Koerden. Onderhandelingen over een deal zouden ook al zijn gestart eind 2019.
Ondertussen veroverden de Syrische strijdkrachten weer nieuwe gebieden van de rebellen in Idlib. Eerst veroverde ze in de zomer een gebied ten noorden van Hama, waaronder de stadjes Qulaat al Madiq en Khan Shaykhun. In december 2019 begonnen de Syrische strijdkrachten een nieuw offensief. Al binnen een paar dagen veroverde ze 40 dorpjes en gehuchten waaronder het strategische gelegen stadje Jarjanaz. het doel van het offensief is om de stad Ma'arrat al-Numan te veroveren en uiteindelijk het hele gebied ten zuiden van de M5 weg te veroveren. Verwacht wordt dat dit ook gebeurt in 2020. Als de strijd om Idlib is gestreden is er geen front meer over waar geen buitenlandse troepen zitten en is een deal om de oorlog te beëindigen dichtbij.

### 2020
In 2020 sleept de burgeroorlog zich voort met het offensief in Idlib van het Syrische regeringsleger met ondersteuning van Rusland. Er is een aanzienlijke stroom vluchtelingen op gang gekomen. In het geval Idlib valt betekent dit het einde van nagenoeg het laatste omvangrijke bastion van de soennitisch-radicale tegenstand tegen de regering van Al-Assad. Met uitzondering van het gebied bezet door Turkije.
In februari 2020 ontwikkelde de burgeroorlog zich verder tot een internationaal conflict: Turkije en Syrië raakten verwikkeld in directe schermutselingen. Vanwege het offensief van Syrië en Rusland vluchtten meer dan 700.000 mensen richting het noorden. Turkije houdt haar grens echter gesloten. De strijd tussen Syrië en Turkije escaleert snel waarbij Turkije steeds meer manschappen en materieel aanvoert. Eind februari escaleerde de situatie in Idlib aanzienlijk nadat de Syrische regering meer dan 25 Turkse militairen om het leven bracht. Rusland ontkende betrokkenheid en verzocht Turkije de rebellen niet te steunen. Rusland stuurde ook meer oorlogsschepen naar de kust van Syrië. Turkije verzocht om een NAVO-bijeenkomst om het incident te bespreken en voerde haar artillerie beschietingen op het Syrische leger op.

### 2024
In december 2024 nam de strijd een onverwachte wending. Rebellen namen zonder veel moeite Aleppo in en startten een snelle moeiteloze veldtocht naar Hama, Homs en Damascus. De gevangenissen werden geopend, waaronder de beruchte gevangenis van Saydnaya. President Assad vluchtte naar Moskou. Rusland trok alle troepen terug. Israël, Turkije en de Verenigde Staten bombardeerden Syrië.

## Rechtstreekse gevolgen

### Slachtoffers en rechtstreekse schade
Het aantal doden in de burgeroorlog passeerde volgens een schatting van de VN in januari 2015 de grens van 220.000, onder wie zowel regeringssoldaten, militieleden, politiemannen, gewapende opstandelingen als talloze burgers.
De steden die het meeste door de oorlog werden getroffen waren Aleppo en Homs.
Tijdens de burgeroorlog werd ook op grote schaal seksueel geweld gepleegd, met name op Jezidi-vrouwen. Ook homoseksuele mannen en transgender vrouwen zijn veelvuldig slachtoffer geweest van seksueel geweld en vernedering. Human Rights Watch onthulde in juli 2020 een rapport over de situatie van die groep. Daarin worden voorbeelden genoemd over het opzettelijk laten opsluiten van transgender vrouwen in een mannengevangenis, met seksueel misbruik als gevolg. Ook werden homoseksuele mannen door alle strijdende groepen vernederd, mishandeld en verkracht.

### IS
Terreurbeweging IS, die vanaf 2014 dankzij de oorlog in Syrië hier steeds meer voet aan de grond kreeg, heeft in 2015 en 2016 ook terrorisme geïnspireerd en geëxporteerd naar de EU en de Verenigde Staten. In december 2016 kreeg IS de historische stad Palmyra, die ze negen maanden eerder waren kwijtgeraakt, opnieuw in handen. Vermoedelijk hangt dit er rechtstreeks mee samen dat de strijd van het Syrische leger zich inmiddels helemaal op Oost-Aleppo concentreerde.

### Vluchtelingenstroom
Door het geweld moesten vele miljoenen Syriërs vluchten. Zij vluchtten eerst binnen de grenzen van Syrië, maar later steeds meer naar andere landen.
In 2014 werd aan de hand van gegevens van de VN-vluchtelingenorganisatie UNHCR vastgesteld dat ruim de helft van de bevolking op de vlucht was. In 2016 bleek inmiddels zelfs 6 op de 10 Syriërs van hun woonplaats te zijn verdreven of gevlucht om elders veiligheid te zoeken.
In de loop van 2013 en 2014 en met name in 2015 kwam een massale uittocht van Syriërs naar met name Europa op gang, waarbij veelal gevaarlijke overtochten in gammele boten over de Middellandse Zee worden gemaakt. Hierbij vielen geregeld doden, soms honderden tegelijk. In 2013 waren reeds 4 miljoen Syriërs binnen Syrië zelf gevlucht en 2 miljoen naar de omringende landen, in eerste instantie vooral naar de buurlanden Libanon en Irak. 1 op de 3 Syriërs had geen huis meer.
Het begin van het gewelddadige offensief van IS in 2014 deed het aantal vluchtelingen verder toenemen. Sinds midden 2015 zijn de meeste Europese landen bezig extra noodopvangcentra in te richten. Vooral mannen hebben Syrië ontvlucht, waardoor er een groot overschot aan vrouwen is. Vele vrouwen zullen dus geen man kunnen vinden tenzij de mannen terugkeren.
De Hongaarse journaliste Petra László, die september 2015 zelf wereldwijd nieuws werd toen op beeld werd vastgelegd hoe ze op de grens met Servië vluchtelingenkinderen schopte, werd in hoger beroep vrijgesproken. "Te klein om te spreken van een misdrijf", oordeelde het Hongaarse Hooggerechtshof.
Miljoenen Syriërs vluchtten ook naar Turkije, waar hun toestand snel verslechterde. In november 2021 werden een vijftiental Syrische vluchtelingen opgepakt vanwege spottende videofilmpjes met bananen. Het incident was tekenend voor de verslechterende verstandhouding met de Turkse bevolking.

## Humanitaire hulp
De Europese regeringsleiders komen de gemaakte afspraken om de vluchtelingencrisis aan te pakken niet na. Van de in 2015 toegezegde 2,8 miljard euro aan financiële hulp is anno 2016 nog geen 600 miljoen euro binnen. En van de in september 2015 afgesproken herverdeling van 160.000 vluchtelingen over Europa, zijn vier maanden later slechts 272 vluchtelingen verdeeld.
Sinds 2012 is de Nederlandse hulporganisatie Don't forget Syria actief in Syrië. In april 2013 hielden de Samenwerkende Hulporganisaties een inzamelingsavond op televisie. In België zamelde het consortium Syrië 1212 geld in. Deze organisatie bundelt de gezamenlijke inspanning van Caritas International, Handicap International, Oxfam Solidariteit, Dokters van de Wereld en UNICEF België.
Eind 2013 bestond een derde van de bevolking van Libanon uit Syrische vluchtelingen. Libanon had dit al meer dan 7,5 miljard dollar gekost. Er worden tot op de dag van vandaag ruim 1,7 miljoen Syrische vluchtelingen opgevangen in vluchtelingenkampen in Turkije. Het totaal aantal Syrische vluchtelingen in Turkije overstijgt de 3,5 miljoen. Het land heeft al meer dan 37 miljard euro aan hen besteed. Van de €6 miljard die de Europese Unie beloofde, is anno 2019 niet eens het eerste deel ontvangen om deze Syriërs te helpen. In Europa worden de meeste Syrische vluchtelingen opgevangen in Duitsland. Duitsland besteedt per jaar ruim 22 miljard euro aan vluchtelingen.
Sommige Syrische gewonden worden in Israëlische ziekenhuizen behandeld, ook rebellen.
In juni 2014 waren er 34 medewerkers van de Syrische Rode Halve Maan om het leven gekomen. Sinds het begin van de crisis in 2012 had het Nederlandse Rode Kruis ongeveer € 2,5 miljoen gedoneerd aan de Rode Halve Maan. Voor ongeveer € 2,7 miljoen werd aan goederen geleverd, waaronder dekens, ambulances en voedselpaketten. Ongeveer € 3,9 miljoen werd voor noodhulp aan gevluchte Syriërs in andere landen uitgegeven.
Op 17 februari arriveerde een hulpkonvooi van 35 vrachtwagens in Moudamiya, een voorstad van Damascus. Het was het tweede konvooi in 2016. Later die dag bereikten nog enkele konvooien van de Verenigde Naties, de Syrische Rode Halve Maan en het Rode Kruis de belegerde plaatsen Zabadani en Madaya.
Op 24 februari werd voor 21 ton aan noodhulp gedropt boven Deir ez-Zor, dat in handen is van IS. Het waren de eerste voedseldroppings boven Syrië.

## Vrijwillige strijders uit België en Nederland
Tot maart 2013 waren er naar schatting 100 Nederlandse en 200 Belgische vrijwillige strijders vertrokken naar Syrië, zowel personen uit immigrantengroepen als tot de islam bekeerde autochtonen. Eind maart verschenen ook de eerste berichten van omgekomen Nederlanders en Belgen. De Nederlandse Nationaal Coördinator Terrorismebestrijding en Veiligheid NCTV Dick Schoof verhoogde de alarmfase voor de dreiging van terrorisme.
In België ging het vooral om jonge strijders uit Vlaanderen. De burgemeesters van Vilvoorde, Mechelen en Antwerpen trokken dan ook gezamenlijk aan de alarmbel en pleitten voor de intrekking van de Belgische nationaliteit bij de terugkeer van de jongeren. Hierop werd er een taskforce Syria opgericht, ondersteund door de OCAD en de staatsveiligheid. Minister van Binnenlandse Zaken Joëlle Milquet ging in mei 2013 naar Turkije voor overleg en verscherpte de controles op de Belgische luchthavens om ervoor te zorgen dat niet nog meer strijders naar Syrië zouden gaan om daar te vechten.
In augustus 2013 kwam het bericht in het nieuws, dat eerder een uit België afkomstige strijder was gesneuveld.
Sinds het begin van de Syrische Burgeroorlog waren er volgens NCTV Schoof in een periode van twee jaar 169 personen uit Nederland vertrokken om in Irak en Syrië als jihadist te vechten, met name voor IS. Hiervan zouden er begin 2015 een twintigtal zijn omgekomen en een dertigtal zou zijn teruggekeerd. Diverse deskundigen vermoeden dat het werkelijke cijfer om 300-350 tot maximaal 500 personen gaat, omdat de families van de jihadisten het vertrek vaak steunen en voor de overheid verzwijgen.
Op 7 april 2014 werd de Nederlandse jezuïet Frans van der Lugt in zijn woonplaats Homs doodgeschoten. Zeker 25 mensen kwamen in Homs om als het gevolg van autobommen.
De dader van de schietpartij in het Joods Museum van Brussel op 24 mei 2014 zou in 2013 in Syrië hebben gevochten.
Op 12 augustus 2015 werd bekend dat er in Aleppo weer een bekende Nederlandse jihadist, Muhajiri Sháám, was omgekomen.

## Klimaatverandering als mogelijke oorzaak
Volgens sommige wetenschappers zou de wereldwijde opwarming van de Aarde mede van invloed zijn geweest op de situatie waarin de Syrische Burgeroorlog mogelijk werd. Dit kreeg met name zijn beslag in de periode 2006 - 2011. De gemiddelde temperatuur in het gebied zou zijn toegenomen, met een toename van droogteperioden en het mislukken van oogsten als gevolg. De regering reageerde daar dan weer slecht op: verkocht zelfs graanvoorraden naar het buitenland en maakte dat boeren juist gewassen gingen verbouwen die meer dan gemiddeld water nodig hebben (katoen bijvoorbeeld). Uiteindelijk moesten veel boeren en mensen die in deze sector hun levensonderhoud verdienden, migreren naar de steden, waar hun situatie economisch en sociaal verslechterde.
Een wetenschappelijk onderzoek van onder anderen professor Jan Selby van de universiteit van West-Sussex en Christiane Fröhlich van de universiteit van Hamburg betwijfelen deze these. De droogte was zonder meer hevig te noemen, maar kan niet uitgelegd worden als afwijking van het gebruikelijke klimaatbeeld. Een reden moet ook gezocht worden in het verlagen van de garantieprijzen door de Syrische overheid voor agrarische producten. Ook de aanleg van bovenstroomse stuwdammen door Turkije heeft de toevoer van water naar Syrië substantieel verminderd. Tussen 1950 en 2010 groeide de bevolking van Syrië van 4 miljoen naar 21 miljoen mensen, een toename van ruim 400%.